# Maury, Pyrénées-Orientales
Maury är en kommun i departementet Pyrénées-Orientales i regionen Occitanien i södra Frankrike. Kommunen ligger i kantonen Saint-Paul-de-Fenouillet som tillhör arrondissementet Perpignan. År 2022 hade Maury 780 invånare.

## Befolkningsutveckling
Antalet invånare i kommunen Maury
| Referens: INSEE |